# Lantadilla
Lantadilla település Spanyolországban, Palencia tartományban. Lantadilla Itero de la Vega, Requena de Campos, Marcilla de Campos, Osorno la Mayor, Osornillo és Palacios de Riopisuerga községekkel határos. Lakosainak száma 273 fő (2024).

## Népesség
A település népessége az elmúlt években az alábbi módon változott:
| Lakosok száma | 492  | 456  | 416  | 371  | 369  | 339  | 305  | 283  | 288  | 273  |
|               | 2001 | 2004 | 2007 | 2009 | 2012 | 2014 | 2017 | 2019 | 2022 | 2024 |